# Église Saint-Bonnet de Saint-Bonnet-du-Gard
Pour les articles homonymes, voir Église Saint-Bonnet.
L'église Saint-Bonnet de Saint-Bonnet-du-Gard est une église romane fortifiée située à Saint-Bonnet-du-Gard dans le département français du Gard en région Occitanie.

## Localisation
L'église est située tout en haut du village, à l'extrémité orientale de celui-ci.

## Historique
L'église de Saint-Bonnet-du-Gard est fondée au IXe siècle par les moines de l'abbaye de Psalmodi située près d'Aigues-Mortes.
Le lieu apparaît sous le nom de Sanctus-Bonitus en 994 dans le cartulaire de l'abbaye de Psalmodi et en 1060 dans celui de la cathédrale de Nîmes.
L'église, mentionnée sous le nom d'Ecclesia Sancti-Boniti en 1156 dans le cartulaire de la cathédrale de Nîmes, est fortifiée aux XIIe et XIVe siècles.
Saint-Bonnet faisait partie de la viguerie de Beaucaire et de l'archiprêtré de Nîmes, dans le diocèse de Nîmes. 

## Statut patrimonial
L'église fait l'objet d'un classement au titre des monuments historiques depuis le 7 février 1907.

## Architecture extérieure

### Le chevet fortifié
La silhouette de l'église est dominée par l'imposant ensemble fortifié constitué par le chevet pentagonal et les tours surmontant les bras du transept : le chevet et les tours sont surmontés de créneaux et de merlons dont certains sont percés d'une meurtrière.
L'église est presque entièrement construite en moellons, la pierre de taille se cantonnant aux créneaux, aux chaînages d'angle, à l'encadrement des baies et à deux assises de pierre de taille situées au-dessus de la fenêtre absidiale.
La maçonnerie du chevet est percée de nombreux trous de boulin (trous destinés à ancrer les échafaudages).
La base du chevet est percée d'une fenêtre axiale à simple ébrasement surmontée d'un arc formant saillie.

### La façade méridionale
La façade méridionale, édifiée en moellon, ne présente aucun ornement : elle est seulement percée de trois petites fenêtres. 

### La façade occidentale
La façade occidentale, édifiée en pierre de taille contrairement au reste de l'édifice, présente un portail abrité sous un puissant arc de décharge.
La partie haute de la façade occidentale est percée d'une fenêtre et couronnée par un élégant clocheton de style classique à baie campanaire unique.

Vues
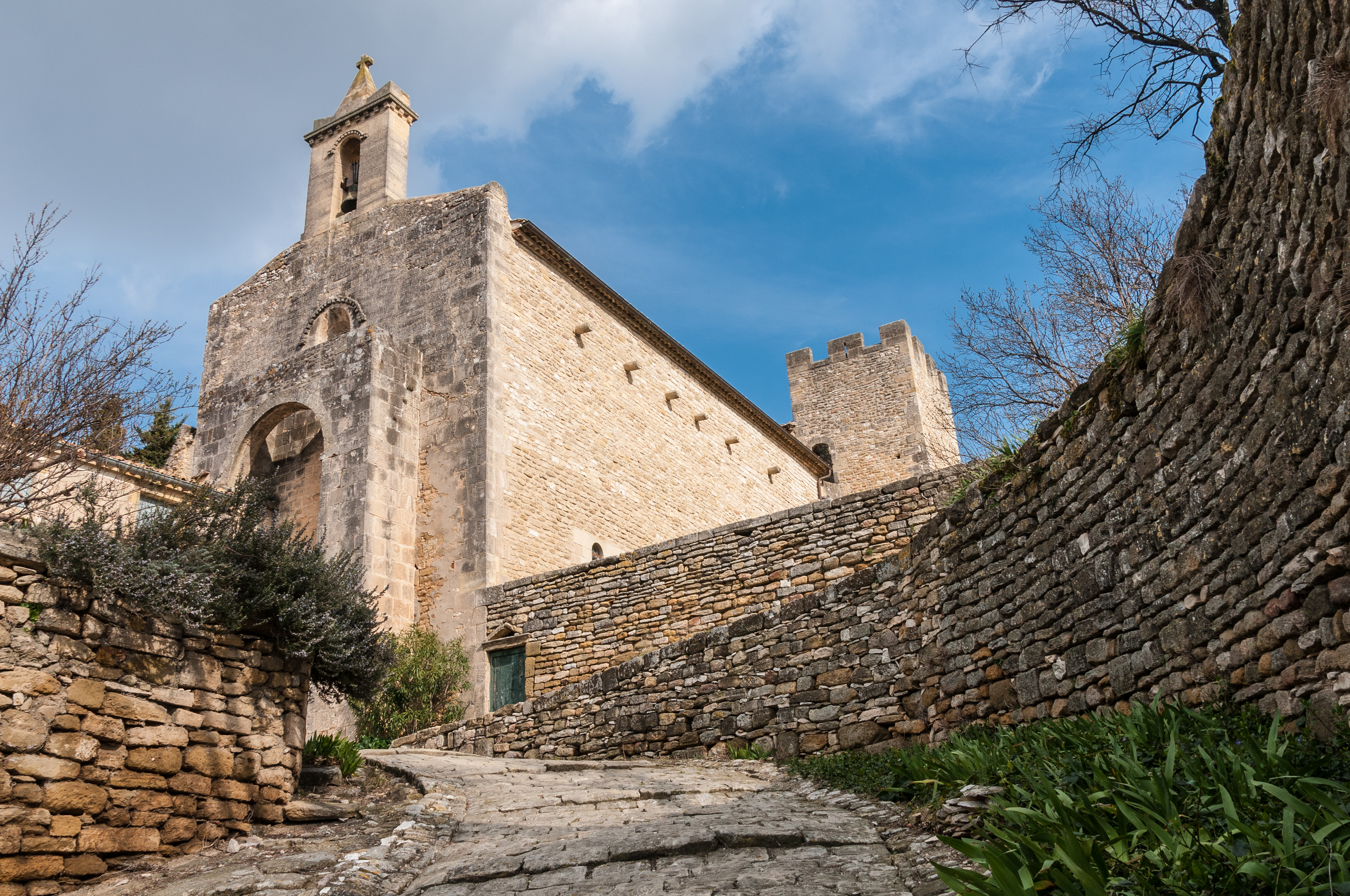
Façades occidentale et méridionale.
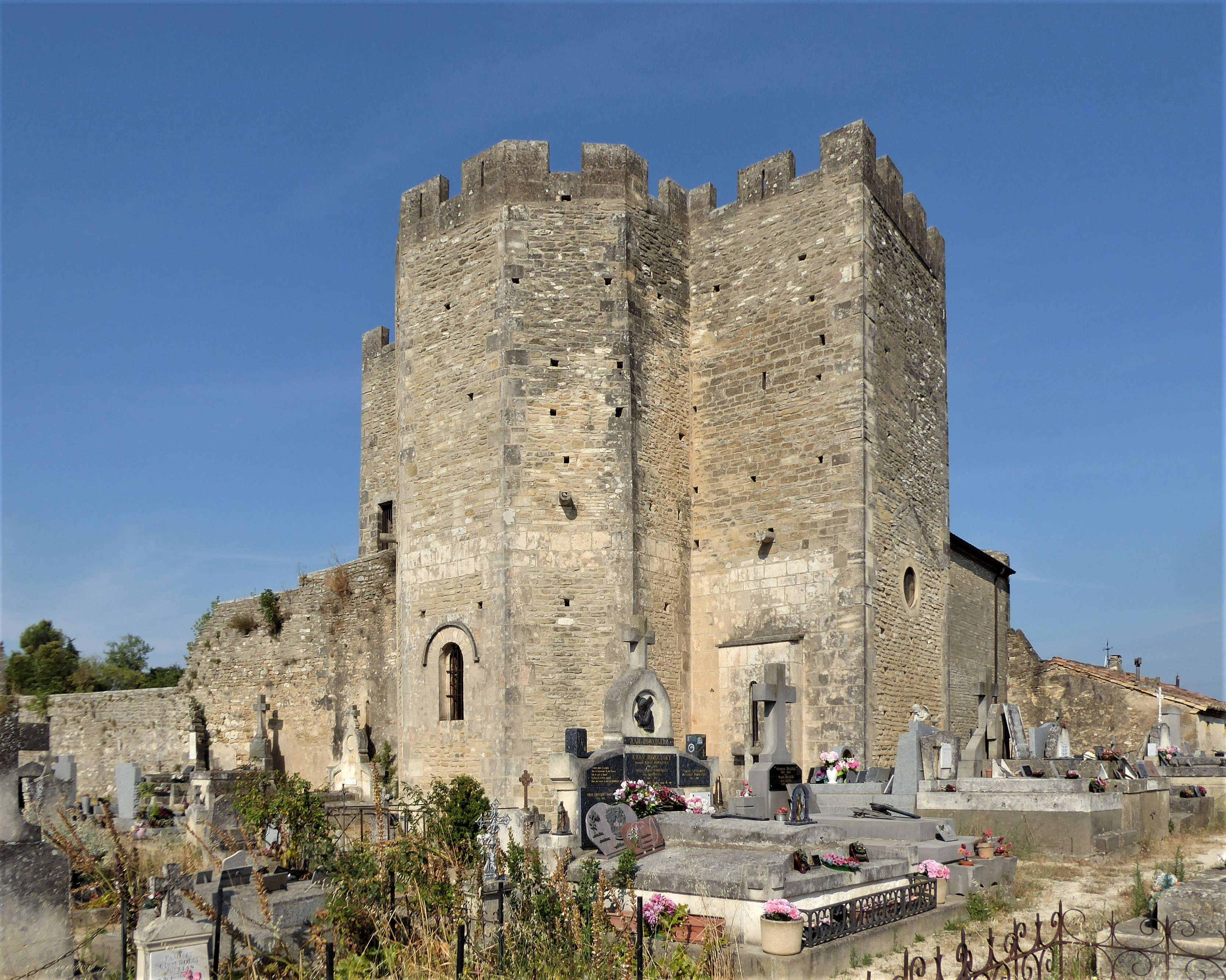
Le chevet fortifié.